# Carlos Gaete Moggia
Carlos Christian Gaete Moggia (Stoccolma, 4 novembre 1987) è un calciatore svedese, centrocampista svincolato.

## Carriera

### Club
Prodotto delle giovanili dell'Haninge FF, è poi entrato a far parte dell'Hammarby. Ha avuto modo di debuttare in Allsvenskan in data 14 luglio 2008, schierato titolare nel successo esterno per 2-4 sul Malmö FF, partita in cui ha trovato anche la prima rete nella massima divisione locale. Al termine del campionato successivo, l'Hammarby è retrocesso in Superettan. Gaete Moggia è rimasto in squadra fino alla sessione di calciomercato estiva del 2011, congedandosi con 54 presenze ed una rete in campionato.
Il 3 agosto 2011, il Sirius – compagine militante in Division 1, terza divisione del campionato svedese – ha reso noto d'aver ingaggiato Gaete Moggia, che ha firmato un contratto valido sino al termine della stagione in corso. Il 7 agosto ha quindi avuto l'opportunità di debuttare in squadra, subentrando a Johan Claesson nel pareggio casalingo per 2-2 contro l'Umeå FC. Ha disputato 11 partite nel corso di questa porzione di stagione in squadra, per poi lasciare il Sirius al termine della stagione, in scadenza di contratto.
Nel 2012, Gaete Moggia è passato all'IFK Värnamo, in Superettan. Ha esordito con questa maglia il 15 aprile, sostituendo Abdul Khalili nella sconfitta per 1-0 maturata sul campo dell'Ängelholm. Il 6 maggio successivo ha trovato la prima rete, nella sconfitta per 3-2 in casa del Falkenberg. Il giocatore è rimasto in squadra per quattro stagioni, nelle quali ha totalizzato 98 presenze e 3 reti tra tutte le competizioni.
Il 23 dicembre 2015, l'AFC United ha reso noto sul proprio sito internet d'aver ingaggiato Gaete Moggia, che si è legato al club con un contratto annuale valido a partire dal 1º gennaio 2016. Ha esordito il 3 aprile, schierato titolare nel successo esterno per 0-2 sul campo del Degerfors. Ha totalizzato 25 presenze nel corso di questa stagione, culminata con la promozione della squadra in Allsvenskan. Gaete Moggia ha poi lasciato la squadra in scadenza di contratto.
Il 9 marzo 2017 è stato ingaggiato dai norvegesi dell'Elverum, compagine neopromossa in 1. divisjon. Ha esordito in squadra il 2 aprile, schierato titolare nella sconfitta per 2-0 maturata sul campo del Sandnes Ulf. È rimasto in squadra fino al mese di luglio, totalizzando 11 presenze tra campionato e coppa e mettendo a referto una rete.
Il 12 luglio 2017, Gaete Moggia è passato al Västerås SK, in Division 1, legandosi con un contratto valido per il successivo anno e mezzo.
Il 25 agosto 2020 è stato ingaggiato ufficialmente dall'IFK Haninge. Nel 2021, durante la sua ultima stagione da calciatore prima del ritiro, Gaete Moggia ha collezionato 15 presenze con l'FC Stockholm Internazionale che a fine anno ha centrato la sua prima promozione in Ettan.

### Nazionale
Gaete Moggia ha giocato per la Svezia under 21, per cui ha totalizzato 7 presenze.

## Statistiche

### Presenze e reti nei club
Statistiche aggiornate al 27 settembre 2020.
| Stagione           | Club               | Campionato         | Campionato | Campionato | Coppe nazionali | Coppe nazionali | Coppe nazionali | Coppe continentali | Coppe continentali | Coppe continentali | Supercoppe | Supercoppe | Supercoppe | Totale | Totale |
| Stagione           | Club               | Comp               | Pres       | Reti       | Comp            | Pres            | Reti            | Comp               | Pres               | Reti               | Comp       | Pres       | Reti       | Pres   | Reti   |
| ------------------ | ------------------ | ------------------ | ---------- | ---------- | --------------- | --------------- | --------------- | ------------------ | ------------------ | ------------------ | ---------- | ---------- | ---------- | ------ | ------ |
| 2008               | Hammarby           | A                  | 14         | 1          | CS              | ?               | ?               | -                  | -                  | -                  | -          | -          | -          | 14+    | 1+     |
| 2009               | Hammarby           | A                  | 17         | 0          | CS              | 2               | 0               | -                  | -                  | -                  | -          | -          | -          | 19     | 0      |
| 2010               | Hammarby           | S                  | 18         | 0          | CS              | 3               | 0               | -                  | -                  | -                  | -          | -          | -          | 21     | 0      |
| gen.-ago. 2011     | Hammarby           | S                  | 5          | 0          | CS              | 0               | 0               | -                  | -                  | -                  | -          | -          | -          | 5      | 0      |
| Totale Hammarby    | Totale Hammarby    | Totale Hammarby    | 54         | 1          |                 | 5+              | 0+              |                    | -                  | -                  |            | -          | -          | 59+    | 1+     |
| ago.-dic. 2011     | Sirius             | D1                 | 11         | 0          | CS              | -               | -               | -                  | -                  | -                  | -          | -          | -          | 11     | 0      |
| 2012               | IFK Värnamo        | S                  | 18+2       | 3+0        | CS              | 3               | 0               | -                  | -                  | -                  | -          | -          | -          | 23     | 3      |
| 2013               | IFK Värnamo        | S                  | 26+2       | 0          | CS              | 4               | 0               | -                  | -                  | -                  | -          | -          | -          | 32     | 0      |
| 2014               | IFK Värnamo        | S                  | 20         | 0          | CS              | 1               | 0               | -                  | -                  | -                  | -          | -          | -          | 21     | 0      |
| 2015               | IFK Värnamo        | S                  | 21         | 0          | CS              | 1               | 0               | -                  | -                  | -                  | -          | -          | -          | 22     | 0      |
| Totale IFK Värnamo | Totale IFK Värnamo | Totale IFK Värnamo | 85+4       | 3+0        |                 | 9               | 0               |                    | -                  | -                  |            | -          | -          | 98     | 3      |
| 2016               | AFC United         | S                  | 22         | 0          | CS              | 3               | 0               | -                  | -                  | -                  | -          | -          | -          | 25     | 0      |
| mar.-lug. 2017     | Elverum            | 1D                 | 9          | 0          | CN              | 2               | 1               | -                  | -                  | -                  | -          | -          | -          | 11     | 1      |
| lug.-dic. 2017     | Västerås SK        | D1                 | 11         | 0          | CS              | -               | -               | -                  | -                  | -                  | -          | -          | -          | 11     | 0      |
| 2018               | Västerås SK        | D1                 | 22         | 0          | CS              | 1               | 0               | -                  | -                  | -                  | -          | -          | -          | 23     | 0      |
| 2019               | Västerås SK        | S                  | 18         | 0          | CS              | 1               | 0               | -                  | -                  | -                  | -          | -          | -          | 19     | 0      |
| gen.-ago. 2020     | Västerås SK        | S                  | 0          | 0          | CS              | 0               | 0               | -                  | -                  | -                  | -          | -          | -          | 0      | 0      |
| Totale Västerås SK | Totale Västerås SK | Totale Västerås SK | 51         | 0          |                 | 2               | 0               |                    | -                  | -                  |            | -          | -          | 53     | 0      |
| ago.-dic. 2020     | IFK Haninge        | E                  | 0          | 0          | CS              | 0               | 0               | -                  | -                  | -                  | -          | -          | -          | 0      | 0      |
| Totale             | Totale             | Totale             | 171        | 2          |                 | 24              | 2               |                    | 2                  | 0                  |            | -          | -          | 197    | 4      |